# NGC 6315
NGC 6315 est une galaxie spirale barrée située dans la constellation d'Hercule. Sa vitesse par rapport au fond diffus cosmologique est de 6 670 ± 3 km/s, ce qui correspond à une distance de Hubble de 98,4 ± 6,9 Mpc (∼321 millions d'al). NGC 6315 a été découverte par l'astronome allemand Albert Marth en 1863.
La classe de luminosité de NGC 6315 est III et elle présente une large raie HI.
À ce jour, quatre mesures non basées sur le décalage vers le rouge (redshift) donnent une distance de 79,150 ± 11,176 Mpc (∼258 millions d'al), ce qui est tout juste à l'extérieur des valeurs de la distance de Hubble.